# Huawei Mate 50
Huawei Mate 50(ファーウェイ メイト フィフティー)は、華為技術がフラッグシップモデルのMateシリーズとして開発するEMUI搭載のハイエンドスマートフォンのシリーズである。 
2022年9月6日に発表され、9月28日に発売された。

## 端末一覧
- Mate 50
- Mate 50 Pro
- Mate 50 RS Porsche Design